# Camilla Wedgwood
Camilla Hildegarde Wedgwood (ur. 25 marca 1901 w Newcastle upon Tyne, zm. 17 maja 1955 w Sydney) – brytyjska antropolożka, jedna z pierwszych kobiet uprawiających antropologię jako zawód, znana ze studiów nad sytuacją kobiet i dzieci na wyspie Manam w Nowej Gwinei oraz pracy na rzecz poprawy szkolnictwa średniego dla mieszkanek Melanezji, jedyna wykładowczyni antropologii na Uniwersytecie w Sydney, w czasie wojny jedyna Australijka podpułkownik w Papui i Nowej Gwinei.

## Wykształcenie i kariera
Uczęszczała do Orme Girls' School w Newcastle-under-Lyme w Staffordshire oraz do Bedales School w Steep w Hampshire. W 1918 zaczęła studia w Bedford College na Uniwersytecie w Londynie. Studiowała literaturę angielską i islandzką. W 1920 rozpoczęła studia w Newnham College na Uniwersytecie w Cambridge. Ukończyła z wyróżnieniem anglistykę, antropologię i archeologię. Nie otrzymała jednak dyplomu Uniwersytetu w Cambridge (uczelnia umożliwiła to kobietom dopiero w 1948). W Newnham była stypendystką Arthura Hugh Clougha (1923) i Bathursta (1924). W 1927 uzyskała tytuł magistra. W Bedford College studiowała pod kierunkiem Bronisława Malinowskiego, a w Cambridge pod opieką Alfreda Corta Haddona.
Po pobycie w Cambridge wróciła do Bedford College w Londynie jako asystentka wykładowcy na Wydziale Nauk Społecznych. Wykładała tam w latach 1926–1927. W 1927, po śmierci antropologa Arthura Bernarda Deacona, została zaproszona na Uniwersytet w Sydney, aby zastąpić go jako wykładowczyni antropologii. Antropolog Alfred Radcliffe-Brown poprosił ją o zredagowanie notatek terenowych Deacona. Opublikowano je w 1934 jako Malekula: A Vanishing People in the New Hebrides. W 1930 Camilla wykładała na Uniwersytecie w Kapsztadzie. W latach 1930–1932, po powrocie do Anglii, była wykładowczynią w London School of Economics i osobistą asystentką Bronisława Malinowskiego. Nauczyła się od niego obserwacji uczestniczącej, którą później stosowała we własnych pracach.
W 1924 była stypendystką, a następnie radną (1931–1932) Królewskiego Instytutu Antropologicznego Wielkiej Brytanii i Irlandii.
W 1932 otrzymała stypendium Australijskiej Rady Badawczej na prowadzenie badań terenowych w Melanezji. Została skierowana na wyspę Manam u północnego wybrzeża Papui-Nowej Gwinei, na granicy dzisiejszych prowincji Madang i East Sepik. Propozycja miejsca badań, którą złożyła, została odrzucona. Dominowało przekonanie, że Melanezja jest zamieszkana przez „dzikich”, łowców głów i kanibali, co było nieodpowiednim środowiskiem dla białej kobiety z wyższej klasy. Miejsce badań zostało jej narzucone ze względu na obawy brytyjskiej administracji o molestowanie antropolożek przez miejscowych, choć takie przypadki nigdy się nie zdarzyły. Wybrano lokalizację, która uważana była za bezpieczną. Wedgwood nie miała wpływu na decyzję o miejscu badań. Prowadziła je przez 2 lata. Koncentrowała się na życiu kobiet i dzieci, rytuałach dojrzewania dziewcząt i skutkach kontaktu rdzennej ludności z kulturą Zachodu. Obserwowała zmianę statusu kobiet (z wysokiego udziału ekonomicznego na relatywną zależność ekonomiczną) w wyniku rozwoju kolonializmu. Podczas krótkiego pobytu na Manam badaczka zdołała zdobyć zaufanie społeczności wyspy, chociaż w pełni nie opanowała ich języka. Prace Wedgwood doprowadziły do zaplanowania i założenia w Nauru szkoły średniej dla dziewcząt. Krytykowała wpływ Kościoła katolickiego i anglikańskiego na rdzenną kulturę Melanezji oraz metody edukacyjne stosowane przez misjonarzy, choć uznała obecność nauczycieli misjonarzy na wyspie Manam za konieczną. W 1935 Wedgwood badała rodzimą sztukę i rzemiosło w Nauru. Na zlecenie rządu Australii oceniała stan edukacji.
W czerwcu 1935 została mianowana dyrektorką The Women's College na Uniwersytecie w Sydney. Funkcję pełniła do 1944. W 1937 kierowała rozbudową uczelni, by zapewnić zakwaterowanie dla 14 nowych studentek, którym fundowała studia, a w 1938 przebudowała kuchnię i pomieszczenia dla personelu. W latach 1936–1946 była honorową wykładowczynią antropologii na Uniwersytecie w Sydney. 
Należała do Towarzystwa Antropologicznego Nowej Południowej Walii, Australijskiej Federacji Kobiet Uniwersyteckich oraz Australijskiego Instytutu Spraw Międzynarodowych. W latach 1925–1963 była związana ze Szpitalem Rachel Forster dla Kobiet i Dzieci w Redfern.
W 1943 wraz z antropologiem Herbertem Ianem Priestley’em Hogbinem przygotowała publikację pt. Development and Welfare in the Western Pacific. W 1944 ochotniczo zgłosiła się do służby medycznej dla kobiet w armii australijskiej. Została powołana na stanowisko tymczasowego podpułkownika i przydzielona do Dyrekcji Badań Armii, która zajmowała się problemami administracyjnymi w Papui i Nowej Gwinei. Wedgwood prowadziła pionierskie badania szkół misyjnych w Papui i Nowej Gwinei, które stanowiły wstęp do rządowego programu edukacyjnego. Przygotowała raporty: Some problems of native education in the Mandated Territory and Papua (1944), Summary of native education in Papua; The development of native education in New Guinea; Some suggestions concerning the organisation of education in the Territory of New Guinea; The aims of native education and the incentives which lead the natives to desire it (1945). Opracowała 30-letni plan „masowej edukacji” lub co najmniej szkół podstawowych dla wszystkich mieszkańców Melanezji, co miało doprowadzić do zlikwidowania albo zmniejszenia skali problemów społecznych wynikających z elitarnego programu nauczania. 
Od stycznia 1945 prowadziła wykłady w Szkole Spraw Cywilnych Komendy Głównej Ziemi w Duntroon w Canberze, a po demobilizacji w 1946 pracowała w Australijskiej Szkole Administracji Pacyfiku w Mosman w Sydney. W latach 1947–1948 z powodów rodzinnych wróciła do Anglii. Wykładała w Instytucie Edukacji Uniwersytetu Londyńskiego. Po powrocie do Sydney była starszą wykładowczynią administracji w Australijskiej Szkole Administracji Pacyfiku w Mosman w Sydney. Prowadziła wykłady dla rodzimych nauczycieli na temat edukacji i odrodzenia kultury tradycyjnej oraz promowała potrzebę szkolenia technicznego i zawodowego rdzennych mieszkanek Melanezji. Na Uniwersytecie w Sydney pracowała w latach 1951–1955.
Pod koniec 1951 UNESCO zaprosiło ją – jako ekspertkę regionu Południowego Pacyfiku – na seminarium w Paryżu na temat stosowania języków narodowych w edukacji. Działała w Sekcji Opieki Społecznej. W 1953 bardziej zaangażowała się w prace komisji; pisała i wygłaszała referaty.
Publikowała w czasopismach, np. „Oceanii”, „Południowym Pacyfiku”, „Journal of the Royal Anthropological Institute”. Zajmowała się różnymi zagadnieniami teoretycznymi, np. uprzedzeniami mężczyzn do badań antropologicznych. Zauważyła i skrytykowała fakt, że większość badaczy traktowała kobiety w społeczeństwach niezachodnich jako drugorzędne. Obwiniała o ten fakt androcentryczne uprzedzenia uczonych, ich zachodniocentryczne podejście do oceny statusu kobiet. 
Nawet po latach była dobrze i czule wspominana przez mieszkańców wyspy Manam. Była antropolożką stosowaną, nie teoretyczną.

## Życie prywatne
Była córką Josiah Wedgwooda, późniejszego pierwszego barona Wedgwood, oraz Ethel Bowen Wedgwood, córki Lorda Sędziego Apelacyjnego, Charlesa Bowena. Miała sześcioro rodzeństwa. Jej rodzice rozwiedli się, gdy miała 18 lat. Stryjecznym dziadkiem ojca Camilli był Karol Darwin, który często odwiedzał rodzinną posiadłość Wedgwoodów i miał duży wpływ na rodziców Camilli. Wedgwoodowie należeli do brytyjskiej elity społecznej.
Od 1925 Camilla Wedgwood należała do Religijnego Towarzystwa Przyjaciół (kwakrów). Była pacyfistką. W 1937 została sekretarką Niemieckiego Komitetu Stypendialnego. W ministerstwie spraw wewnętrznych Wielkiej Brytanii wstawiała się za żydowskimi i niearyjskimi ofiarami prześladowań nazistów. Zbierała fundusze na przyjazd uchodźców do Australii. Podczas II wojny światowej była przewodniczącą Federalnej Rady Pacyfistycznej. Była członkinią Australijskiego Ruchu Chrześcijańskich Studentów. W 1944 zrezygnowała z pacyfizmu i wstąpiła do wojska. W tym samym roku została przyjęta do Kościoła Anglikańskiego Australii. Została ochrzczona 18 stycznia 1944 w kościele św. Jakuba przy King Street w Sydney w obecności wybranych przez nią świadków.
Nie określała się jako feministka, krytycznie odnosiła się do kobiet, które, jak to określiła, miały „obsesję na punkcie praw kobiet”.
Nałogowo paliła papierosy. Zmarła z powodu raka płuc. Została poddana kremacji.

## Odznaczenia
W 1937 dostała Medal Koronacyjny króla Jerzego VI.

## Upamiętnienie
Na przedmieściach Canberry znajduje się osiedle Wedgwood Close nazwane na jej cześć.
Jej imieniem nazwano gimnazjum dla dziewcząt w Goroce.
W Porcie Moresby co roku organizowana jest seria wykładów dla naukowców i naukowczyń z całego świata. Patronką inicjatywy jest Camilla Wedgwood.
Przyjaciel James McAuley zadedykował jej swój wiersz „Winter Nightfall”.